# ダオ・グエン・アイン・トゥアン
ダオ・グエン・アイン・トゥアン（クオック・グー：Đào Nguyễn Anh Tuấn、1989年1月29日 - ）は、ベトナムのプロボクサー。ハナム省フーリー出身。初代OPBFベトナムスーパーライト級王者。

## 来歴
尾島祥吾が設立したサムライボクシングジムでプロボクサーとなる。
2016年11月20日、ホーチミンにて見原恭徳戦でデビューするが、判定負け。
2018年7月23日、日本の後楽園ホールで行われた「ホープフルファイト.28」に出場し、春田智也に2回TKO勝ちを収め、ベトナム人ボクサーの日本初勝利となった。
12月9日、東洋太平洋ボクシング連盟（OPBF）がベトナムのナショナル王座として創設したOPBFベトナムスーパーライト級王座決定戦でThanh Thao Nguyenを2回KOで退け、ベトナム初のOPBFタイトルホルダーとなった。
2019年3月23日、タイでニック・フレスと対戦も、3回KO負け。
12月7日、カルッツかわさきにて丸岡宣男と対戦も、判定負け。

## 戦績
- 5戦 2勝 2KO 3敗

## 獲得タイトル
- 初代OPBFベトナムスーパーライト級王座